# Ferre Reggers
Ferre Reggers (18 juli 2003) is een Belgisch volleyballer.

## Levensloop
Reggers was tijdens zijn jeugd actief bij Lizards Lubbeek-Leuven en ging vervolgens naar de Topsportschool Vilvoorde. In 2021 sloot hij aan bij VC Maaseik en in 2023 maakte hij de overstap naar het Italiaanse Allianz Milano.
Daarnaast is hij actief bij het Belgisch volleybalteam. Met de Red Dragons nam hij onder meer deel aan het Europees kampioenschap van 2023.